# Maria Sole Mansutti
Maria Sole Mansutti (Cividale del Friuli, 27 marzo 1980) è un'attrice italiana.

## Biografia
Nata a Cividale del Friuli  si diploma all'Accademia nazionale d'arte drammatica di Roma ed esordisce nel 2007 con il film La ragazza del lago di Andrea Molaioli. Sempre nello stesso anno prende parte al programma di approfondimento giornalistico Dodicesimo Round (su Rai 2) nel ruolo della ragazza-pugile le cui fasi di allenamento contrappuntano le interviste agli ospiti in studio.
Nel 2008 recita nel film  Scusa ma ti chiamo amore di Federico Moccia. In televisione lavora a serie quali in R.I.S. 5, Medicina generale, Don Matteo e La scelta di Laura. Nel 2010 lavora alla miniserie in due puntate C'era una volta la città dei matti... con la regia di Marco Turco.
Nel 2010 viene scelta per interpretare l'agente Marta Balestra nella fiction  Distretto di Polizia 10 con la regia di Alberto Ferrari e Matteo Mandelli.
Lavora a teatro con il monologo "Una vita importante", per la regia di Paolo Civati; nel 2013 diventa una bambola al fianco di Michele Riondino nello lo spettacolo Siamosolonoi, Compagnia Circo Bordeaux. Nel 2015 è Gertrude nell'Amleto diretto da Ninni Bruschetta, lo stesso anno sarà Ismene e capocorifea nello spettacolo "Antigone non abita più qui", regia di Michele Di Mauro.
Dal 2018 per 3 stagioni è Laura in Summertime Netflix, la madre di Ale Ludovico Tersigni.
Nello stesso anno recita nella miniserie Non mentire di Gianluca Maria Tavarelli.
Partecipa a Blocco 181, in cui veste il ruolo di Fiorella, moglie di Alessio Praticò.

## Filmografia

### Cinema
- La ragazza del lago, regia di Andrea Molaioli (2007)
- Francois, regia di Dario Gorini e Iacopo Zanon - Cortometraggio (2008)
- Scusa ma ti chiamo amore, regia di Federico Moccia (2008)
- L'erede - The Heir, regia di Michael Zampino (2010)
- Nessuno mi pettina bene come il vento, regia di Peter Del Monte (2013)
- Il ragazzo invisibile, regia di Gabriele Salvatores (2014)
- Alaska, regia di Claudio Cupellini (2015)

### Televisione
- Medicina generale, regia di Luca Ribuoli (2007)
- Dodicesimo round, regia di Arnalda Canali (2007)
- Don Matteo 6, regia di Fabrizio Costa (2008)
- Terapia d'urgenza, regia di Alessandro Piva (2008)
- R.I.S. 5 - Delitti imperfetti, regia di Fabio Tagliavia, episodi 5x02-5x03-5x06 (2009)
- C'era una volta la città dei matti..., regia di Marco Turco (2010)
- Distretto di Polizia 10, regia di Alberto Ferrari  (2010)
- La fuga di Teresa, regia di Margarethe von Trotta (2012)
- È arrivata la felicità 2, regia Francesco Vicario  (2017)
- Non mentire, regia Gianluca Maria Tavarelli (2019)
- Summertime, regia Lorenzo Sportiello e Francesco Lagi (2020-2022)
- Blocco 181, regia di Giuseppe Capotondi, Matteo Bonifazio e Ciro Visco, 7 episodi (2022-2025)
- Il grande gioco, regia di Nico Marzano e Fabio Resinaro, 3 episodi (2022)
- Fiori sopra l'inferno - I casi di Teresa Battaglia, regia di Carlo Carlei (2023)
- Le onde del passato, regia di Giulio Manfredonia (2025)

## Teatro
- Attentati alla vita di lei, regia di M. Farau (2000)
- Ultima corsa, regia di A. Cornelio (2001)
- La disputa, regia di M. Foschi (2002)
- Tre sorelle, regia di L. Salveti (2003)
- Pittura su legno, regia di T. Rossi (2004)
- Trittico, regia di A. Baracco (2005)
- Maria, una vita importante, regia di Paolo Civati (2008)
- Singapore, regia del Circo Bordeaux (2009)
- Siamosolonoi, regia del Circo Bordeaux (2013)
- Antigone non abita più qui, regia di Michele Di Mauro (2015)
- Amleto, regia di Ninni
- Bruschetta (2016)

- Così è, se mi pare, regia Elio Germano (2021)